# Шишлово (Владимирская область)
Шишлово — деревня в Муромском районе Владимирской области России, входит в состав Ковардицкого сельского поселения. 

## География
Деревня расположена в 23 км на северо-запад от центра поселения села Ковардицы и в 30 км на северо-запад от Мурома, в 2 км от станции Безлесная на ж/д линии Муром — Ковров. 

## История
В конце XIX — начале XX века деревня входила в состав Булатниковской волости Муромского уезда. В 1859 году в деревне числилось 10 дворов, в 1905 году — 33 двора, в 1926 году — 39 дворов.
С 1929 года деревня входила в состав Федорковского сельсовета Муромского района, с 1940 года — в составе Булатниковского сельсовета, с 1965 года — в составе Зименковского сельсовета, с 2005 года — в составе Ковардицкого сельского поселения. 

## Население
| 1859 | 1905 | 1926 | 2002 | 2010 | 2012 | 2021 |
| ---- | ---- | ---- | ---- | ---- | ---- | ---- |
| 105  | ↗193 | ↗196 | ↘9   | ↘7   | ↘5   | ↗10  |